# Ковіта Сергій Валентинович
Сергі́й Валенти́нович Ковіта (24.07.1995—5.05.2022) — сержант Збройних сил України, учасник російсько-української війни, який загинув під час російського вторгнення в Україну.

## Життєпис
Народився 24 липня 1995 року в с. Лебедин, Шполянського району Черкаської області.
У листопаді 2013 року вступив на військову службу за контрактом у ЗСУ. З 2014 року брав участь в АТО на сході України.
Під час російського вторгнення в Україну в 2022 році був командиром відділення 3 механізованої роти 1 механізованого батальйону 72-ї окремої механізованої бригади імені Чорних Запорожців. Загинув 5 травня 2022 року внаслідок застосування ворогом артилерії при звільнені с. Українка Красноградського району Харківської області. Похований у рідному селі.

## Нагороди
- орден «За мужність» III ступеня (2022) — за особисту мужність і самовіддані дії, виявлені у захисті державного суверенітету та територіальної цілісності України, вірність військовій присязі.[3].
- Медаль «Захиснику Вітчизни»[4]